# أحمد ميمندي
أحمد ميمندي كان وزير فارسي  لمحمود الغزنوي حاكم الدولة الغنزوية. بدأ حياته كرئيس لقسم المراسلات في خراسان. وسرعان ما ارتقى بعد ذلك إلى مناصب أعلى، وأصبح أخيرًا وزيرًا في عام 1013 واستمر في ذلك المنصب حتى عام 1024 عندما تم القبض عليه بسبب الثروة الهائلة التي اكتسبها. ومع ذلك وبعد حرب أهلية قصيرة انتهت عام 1030، أطلق سراحه و عرض عليه فرصة أن يصبح وزيرًا مرة أخرى. رفض العرض في البداية لكنه قبله لاحقًا في عام 1031. ولم تدم الوزارة الثانية لميمندي إلا عامًا واحدًا حيث توفي في هرات.